# Yang Jiayu
Yang Jiayu (née le 18 février 1996) est une athlète chinoise, spécialiste de la marche, championne du monde du 20 km en 2017 à Londres. Elle détient depuis 2021 le record du monde du 20 km marche en 1 h 23 min 49 s. 

## Biographie
Deuxième du 10 km juniors lors de la Coupe du monde de marche 2014, elle remporte le titre par équipes du 20 km lors de la Coupe du monde suivante à Rome, en 2016. Elle termine 7e en individuel en 1 h 28 min 56 s, son record personnel.

### Championne du monde à Londres (2017)
L'année suivante, elle participe aux championnats du monde de Londres, ses tout premiers, et remporte la médaille d'or du 20 km marche en 1 h 26 min 18 s, record personnel battu, avec une seule proposition de disqualification, malgré une marche très éloignée des standards techniques exigés lors des 3 derniers km. Elle s'impose avec une seule seconde d'avance sur la Mexicaine Maria Guadalupe Gonzalez (1 h 26 min 19 s) et dix-huit secondes d'avance sur l'Italienne Antonella Palmisano (1 h 26 min 36), et ce alors que sa compatriote Lyu Xiuzhi, qui menait la course, a été disqualifiée à une cinquantaine de mètres. 
En 2018, Yang Jiayu termine troisième des championnats du monde de marche à Taicang, puis première des Jeux Asiatiques de Jakarta, toujours sur 20 km. En 2019, elle perd son titre mondial après s'être fait disqualifiée lors des Mondiaux à Doha, mais se rattrape lors des Jeux mondiaux militaires organisés à Wuhan, où elle s'impose en 1 h 30 min 03 s devant sa compatriote Yin Hang.

### Record du monde du 20 km (2021)
Le 20 mars 2021, la Chinoise établit un nouveau record du monde du 20 km marche en 1 h 23 min 49 s à l'occasion des championnats de Chine. Elle bat ainsi de 49 secondes la marque précédente, qui était détenue depuis 2015 par sa compatriote Hong Liu. Aux Jeux Olympiques de Tokyo en août, Yang est dans la course pour le podium jusqu'au 18ème kilomètre mais elle écope d'une pénalité de deux minutes pour marche incorrecte. Elle franchit finalement la ligne d'arrivée en 12ème position.

## Palmarès
| Date | Compétition           | Lieu     | Résultat | Épreuve      | Temps           |
| ---- | --------------------- | -------- | -------- | ------------ | --------------- |
| 2017 | Championnats du monde | Londres  | 1re      | 20 km marche | 1 h 26 min 18 s |
| 2018 | Jeux asiatiques       | Jakarta  | 1re      | 20 km marche | 1 h 29 min 15 s |
| 2019 | Championnats du monde | Doha     | —        | 20 km marche | DQ              |
| 2021 | Jeux olympiques       | Tokyo    | 12e      | 20 km marche | 1 h 31 min 54 s |
| 2023 | Jeux asiatiques       | Hangzhou | 1re      | 20 km marche | 1 h 30 min 03 s |
| 2024 | Jeux olympiques       | Paris    | 1re      | 20 km marche | 1 h 25 min 54 s |

## Records
| Épreuve      | Performance          | Lieu      | Date         |
| ------------ | -------------------- | --------- | ------------ |
| 20 km marche | 1 h 23 min 49 s (WR) | Huangshan | 20 mars 2021 |